# Franz Hilgendorff
Franz Paul Gerhard Hilgendorff (* 20. Dezember 1852 in Bilshöfen; † nach 1917) war ein sächsischer Generalleutnant.

## Leben
Franz Hilgendorff, Sohn von Christian Hilgendorff und dessen Ehefrau Franziska, geborene von Horn, entschied sich für eine militärische Laufbahn in der Sächsischen Armee und wurde 1873 Avantageur, woraufhin er am 1. Februar 1874 zum Fähnrich beim Feld-Artillerie-Regiment avancierte. Im selben Jahr, am 20. Oktober, erfolgte seine Beförderung zum Sekondeleutnant beim 2. Feldartillerie-Regiment Nr. 28. In der Folgezeit diente Hilgendorff als Adjutant der I. Abteilung und war zeitweise zum Militärreitinstitut Hannover kommandiert. Ende November 1881 stieg er zum Premierleutnant auf, wurde in das 1. Feldartillerie-Regiment Nr. 12 versetzt und avancierte bis Ende Mai 1897 zum Major und Kommandeur der 1. Abteilung. Im Jahr 1900 wurde er in gleicher Eigenschaft in das 4. Feldartillerie-Regiment Nr. 48 in Dresden versetzt und Ende März 1901 zum Oberstleutnant befördert. Mit der Bildung des 5. Feldartillerie-Regiments Nr. 64 wurde Hilgendorff am 1. Oktober 1901 zum Kommandeur dieses Verbandes ernannt und am 23. Oktober 1903 Oberst. Unter Beförderung zum Generalmajor erfolgte am 19. August 1907 seine Ernennung zum Kommandeur der 4. Feldartillerie-Brigade Nr. 40. Im selben Jahr erhielt Hilgendorff die Erlaubnis zur Annahme des Großoffizierskreuzes des Hausordens von Oranien. Außerdem verlieh ihm König Friedrich August III. im Mai 1910 das Komturkreuz II. Klasse seines Verdienstordens sowie am 23. Mai 1911 den Charakter als Generalleutnant. In Genehmigung seines Abschiedsgesuches wurde Hilgendorff am 23. September 1911 mit Pension und der Erlaubnis zum Tragen seiner Uniform zur Disposition gestellt. Anlässlich seiner Verabschiedung verlieh ihm König Friedrich August III. das Komturkreuz I. Klasse des Albrechts-Ordens.
Er wohnte in Riesa und war mit Annie, der in Bangkok geborenen Tochter des kaiserlichen Konsuls Paul Lessler verheiratet.